# PediaPress
PediaPress GmbH és una empresa de desenvolupament de programari i impressió sota demanda ubicada a Mainz, Alemanya. L'empresa és una empresa derivada de Brainbot Technologies AG.
Permet als usuaris crear llibres personalitzats a partir de contingut wiki mitjançant un generador de fitxers automatitzat PDF i la tecnologia d'impressió a la carta (PoD). Els usuaris poden afegir les seves pròpies dades de portada i contingut limitat, com ara un pròleg.
PediaPress afirma que no és un editor i que no revisa el contingut de cap llibre imprès ni d'altres treballs oferts a través de les seves eines, però pot eliminar el contingut que consideri il·legal o inadequat.
PediaPress i la Wikimedia Foundation es van convertir en socis el desembre del 2007 i una proporció dels ingressos per vendes de cada llibre es dona a la Fundació.

## Orígens
PediaPress es va establir per proporcionar un servei en línia que permetia als usuaris web crear llibres personalitzats a partir de contingut wiki mitjançant la tecnologia directa web-to-print.
Els usuaris van poder utilitzar l'eina Creador de llibres de Wikipedia per organitzar l'ordre dels articles i especificar els detalls de la portada. El preu de cada llibre únic depenia del nombre de pàgines. Els llibres estaven preparats per a l'enviament en pocs dies hàbils.
PediaPress i la Wikimedia Foundation es van convertir en socis el desembre del 2007. El programari de PediaPress es va integrar inicialment a Wikipedia i es va fer accessible a la barra lateral de navegació de cada pàgina mitjançant un botó crear un llibre. PediaPress havia contractat amb Lightning Source, una filial d'Ingram Industries, per imprimir els llibres. PediaPress va establir un llarg termini col·laboració amb la Fundació Wikimedia. Una part dels ingressos de cada llibre es van donar a la Fundació Wikimedia per donar suport a la seva missió.
Inicialment, la possibilitat de crear llibres a partir de la versió en anglès de Wikipedia era exclusiva dels usuaris que havien iniciat la sessió a causa de problemes d'escalabilitat. Però més tard, qualsevol persona podria crear llibres a partir de qualsevol dels milions d'articles de la Viquipèdia només en anglès.